# یایلاکوی (دازقری)
یایلاکوی (به ترکی استانبولی: Yaylaköy) یک منطقهٔ مسکونی در ترکیه است که در دازقری واقع شده‌است.